# Tony Conigliaro
Anthony Richard Conigliaro  (né le 7 janvier 1945 à Revere, Massachusetts, États-Unis et mort le 24 février 1990 à Salem, Massachusetts, États-Unis) est un ancien voltigeur de droite ayant joué dans les Ligues majeures de baseball durant neuf saisons entre 1964 à 1975.

## Carrière
Tony Conigliaro fait ses débuts dans les majeures avec les Red Sox de Boston en 1964 à l'âge de 19 ans. À sa saison recrue, il frappe dans une moyenne de ,290 avec 24 circuits en seulement 111 matchs, dans une première saison écourtée par des blessures. Il est élu recrue de l'année dans la Ligue américaine.
À sa seconde saison en 1965, il mène la Ligue américaine avec 32 coups de circuit. À 20 ans, Conigliaro est le plus jeune champion des coups de circuit.
Il obtient sa première (et seule) sélection pour le match des étoiles en 1967, saison au cours de laquelle il devient, à 22 ans, le plus jeune joueur à atteindre les 100 coups de circuit en carrière.
Le 18 août 1967, Conigliaro est atteint par un lancer de l'artilleur des Angels de la Californie, Jack Hamilton, lors d'un match à Boston. Touché à la joue, il quitte le match sur une civière. L'os de sa joue a été brisé sur le jeu et il souffre de dommages à la rétine de son œil gauche. Il rate toute la saison 1968 à la suite de cet incident.
En 1969, il effectue un retour au jeu remarqué et termine la campagne avec 82 points produits. Il fait encore mieux en 1970 en faisant compter 116 points pour les Red Sox. Il se voit décerner le prix des Ligues majeures pour le plus beau retour de l'année en 1970.
Échangé par Boston aux Angels de la Californie, il évolue pour cette dernière équipe en 1971, puis se retire. Il tente un retour au jeu avec les Red Sox en 1975, mais renonce après 21 parties, l'incident survenu en 1967 ayant endommagé sa vision de façon permanente.

## Décès
En 1982, Conigliaro est terrassé par une crise cardiaque. Quelques mois plus tard, il fait une attaque qui le laisse dans un état végétatif jusqu'à sa mort, survenue 8 ans plus tard, le 24 février 1990 à l'âge de 45 ans.

## Hommages
Les Ligues majeures de baseball décernent depuis 1990 le Prix Tony Conigliaro, présenté au joueur ayant surmonté d'importants obstacles et ayant triomphé de l'adversité.
En 2007, les Red Sox de Boston ont baptisé Conigliaro's Corner une nouvelle section des gradins du Fenway Park.